# Synelix ghilarovi
Synelix ghilarovi är en stekelart som beskrevs av Vladimir Ivanovich Tobias 1986. Synelix ghilarovi ingår i släktet Synelix och familjen bracksteklar. Inga underarter finns listade i Catalogue of Life.